# Acanthoderes daviesii
Acanthoderes daviesii es una especie de escarabajo del género Acanthoderes, familia Cerambycidae. Fue descrita científicamente por Swederus en 1787.
Se distribuye por Belice, Bolivia, Brasil, Colombia, Ecuador, Guyana, Guyana Francesa, Honduras, Perú y Surinam. Posee una longitud corporal de 10-16,5 milímetros. El período de vuelo de esta especie ocurre en todos los meses del año.
La dieta de Steirastoma daviesii comprende plantas de la familia Clusiaceae, entre ellas, la especie Clusia grandiflora del género Clusia.